# Иван Димов (Гевгели)
Вижте пояснителната страница за други личности с името Иван Димов.
Иван Николов Димов е български революционер, гевгелийски деец на Вътрешната македоно-одринска революционна организация.

## Биография
Иван Димов е роден в Гевгели, тогава в Османската империя. В 1895 година влиза във ВМОРО. В 1903 година е избран за касиер на Гевгелийския околийски революционен комитет. На тази длъжност е и през 1905 година.